# Noruega en los Juegos Paralímpicos de Tokio 2020
Noruega estuvo representada en los Juegos Paralímpicos de Tokio 2020 por un total de quince deportistas, diez mujeres y cinco hombres.

## Medallistas
El equipo paralímpico noruego obtuvo las siguientes medallas:
| Nombre                | Deporte       | Evento                                       |
| --------------------- | ------------- | -------------------------------------------- |
| Oro                   |               |                                              |
| Salum Ageze Kashafali | Atletismo     | 100 m T12 masculino                          |
| Birgit Skarstein      | Remo          | Scull individual PR1W1x femenino             |
| Plata                 |               |                                              |
| —                     |               |                                              |
| Bronce                |               |                                              |
| Ann Cathrin Lübbe     | Hípica        | Doma individual estilo libre grado III mixto |
| Aida Dahlen           | Tenis de mesa | Individual 8 femenino                        |